# سیارک ۲۲۸۳۶
سیارک ۲۲۸۳۶ (به انگلیسی: 22836 Leeannragasa، نامگذاری:1999RH89) بیست و دو هزار و هشتصد و سی و ششمین سیارک کشف شده‌است که در ۷ سپتامبر ۱۹۹۹ کشف شد.
قدر مطلق سیارک برابر ۹.۸ است.